# Garbogrzbiet chiński
Garbogrzbiet chiński, delfin garbaty, sotalia chińska (Sousa chinensis) – gatunek ssaka z rodziny delfinowatych (Delphinidae) żyjącego w wodach Oceanu Indyjskiego i Spokojnego. Jest gatunkiem zagrożonym z powodu zanieczyszczeń wód.

## Podgatunki
Wyróżniono dwa podgatunki S. chinensis:
- S. chinensis chinensis – garbogrzbiet chiński
- S. chinensis plumbea – garbogrzbiet indyjski

## Pożywienie
Delfin garbaty żywi się rybami i mięczakami.

## Ubarwienie
Dorosłe osobniki mają kolor biało-różowy z powodu dobrze unaczynionej skóry, młode są szare lub czarne.